# Svein Rosseland
Svein Rosseland, född 31 mars 1894 i Norge, död 19 januari 1985, var en norsk astrofysiker.
Rosseland flyttade 1920 till Köpenhamn där han studerade fysik och 1924-1926 tillbringade han vid Mount Wilson-observatoriet i Kalifornien, innan han återvände till Oslo. Han var från 1928 professor i astronomi vid Universitetet i Oslo.
Vid den tyska ockupationen av Norge under andra världskriget flydde Rosseland till USA och var 1941-1946 verksam vid Princeton University. Han invaldes 1961 som utländsk ledamot av Vetenskapsakademien i Stockholm.
Kratern Rosseland på månens baksida är uppkallad efter Svein Rosseland.
Asteroiden 1646 Rosseland är uppkallad efter honom.